# Gemini (чат-бот)
Gemini («Дже́мини», с англ. — «близнецы», ранее — Bard) — чат-бот с искусственным интеллектом, разработанный компанией Google на основе языковой модели LaMDA.

## История
6 февраля 2023 года Google представила чат-бот Bard, который призван отвечать на вопросы пользователей в поисковой системе. Компания показала широкой публике пример запроса: «на чём легче научиться играть, на пианино или гитаре». Изначально доступ к проекту был открыт только для ограниченного круга «правильных тестировщиков». Однако компания пообещала представить его широкой публике уже в ближайшие недели. 8 февраля 2023 года состоялась большая презентация Bard в Париже, где сервис допустил ошибку в ответе на вопрос о новых открытиях, сделанных с помощью космического телескопа Джеймса Уэбба. Этот случай привёл к падению акций Google на 8 % и потере 100 млрд $.
21 марта 2023 года Google предоставила доступ к чат-боту избранным пользователям из США и Великобритании. В апреле 2023 года разработчики Bard сообщили, что сервис получил возможность писать, отлаживать и объяснять код. Чат-бот знает 20 языков программирования и имеет связь с другими продуктами Google.
В мае 2023 года Google сообщила, что предоставила доступ к Bard для 180 стран мира, но пользователи из стран СНГ и Евросоюза до сих пор не имеют доступа к чат-боту. В 2023 году Bard представил новые интеграции с Gmail, Docs и Drive, позволяя пользователям получать информацию напрямую с этих платформ.
В декабре 2023 года Bard перешёл на новую языковую модель — Gemini в версии Pro. Кроме генерации текста, она умеет создавать изображения. В феврале 2024 года Google анонсировала смену названия чат-бота на одноимённое последней языковой модели и выпуск Android-приложения для взаимодействия с нейросетью. 9 февраля 2024 года, одновременно с переименованием чат-бота, Google ввела платную подписку, предоставляя в рамках неё доступ к самой мощной языковой модели — Gemini Ultra.
В мае 2024 года была анонсирована модель Gemini 1.5 Flash, которая отличается высокой скоростью и ориентирована на задачи, где требуется низкая задержка.
В ноябре 2024 года вышло официальное приложение Gemini для устройств на IOS с поддержкой режима Gemini Live.
11 декабря 2024 года была представлена новая модель нейросети Gemini 2.0, которая характеризуется универсальностью (может генерировать текст, изображение и звук), а также способна заменять пользователя в рутинных задачах.
На начало 2025 года Gemini поддерживает более 40 языков, среди которых: английский, арабский, датский, испанский, итальянский, китайский, корейский, немецкий, русский, украинский, японский, и многие другие.
5 февраля 2025 года был открыт публичный доступ к трём моделям семейства Gemini 2.0: Gemini 2.0 Flash, Gemini 2.0 Pro Experimental, Gemini 2.0 Flash-Lite. Модель Gemini 2.0 была встроена в режим поиска Google на основе ИИ — AI Mode.
В марте 2025 года Google представила новые функции: демонстрацию ИИ-помощнику экрана смартфона и трансляцию видео с камеры.
30 марта 2025 года в открытом доступе появилась модель Gemini 2.5 Pro, имеющая встроенные механизмы «рассуждения» для решения сложных задач. У неё значительно улучшены навыки кодирования, а контекстное окно расширено до 1 млн токенов. Модель показывает хорошие результаты в ряде математических и научных тестов.
В августе 2025 года вышла рассуждающая модель Gemini 2.5 Deep Think. Её характерной особенностью является задействование множества ИИ-агентов при ответе на пользовательский запрос.
16 августа  2025 года Gemini внезапно заработал в России и Беларуси, однако спустя несколько часов доступ вновь стал недоступен. Компания никак не прокомментировала это. 

## Критика
По данным Bloomberg, сотрудники Google во внутренних обсуждениях были недовольны предоставляемой чат-ботом информацией и убеждали руководство не выпускать продукт. В частности, сервис обвиняли в рекомендации опасных советов.
Американская NewsGuard Technologies и британская Center for Countering Digital Hate провели исследования и выявили, что Gemini способен генерировать тексты, содержащие конспирологические теории и фейки. Подобной критике подвергался и главный конкурент Gemini — ChatGPT.